# 66-й меридіан західної довготи
66-й меридіан західної довготи — лінія довготи, що лежить на 66 градусів західніше Гринвіцького меридіана. Вона проходить від Північного полюса через Північний Льодовитий океан, Північну Америку, Атлантичний океан, Південну Америку, Південний океан та Антарктиду до Південного полюса.
66-й меридіан західної довготи формує велике коло разом із 114-тим меридіаном східної довготи.

## Список географічних об'єктів, що перетинає 66° зх. д.
Починаючи на Північному полюсі та рухаючись до Південного полюса, 66-й меридіан західної довготи проходить через:
| Координати                                                 | Країна, територія або море | Примітки                                                                          |
| ---------------------------------------------------------- | -------------------------- | --------------------------------------------------------------------------------- |
| 90°0′ пн. ш. 66°0′ зх. д. / 90.000° пн. ш. 66.000° зх. д.  | Північний Льодовитий океан |                                                                                   |
| 83°15′ пн. ш. 66°0′ зх. д. / 83.250° пн. ш. 66.000° зх. д. | Море Лінкольна             |                                                                                   |
| 82°50′ пн. ш. 66°0′ зх. д. / 82.833° пн. ш. 66.000° зх. д. | Канада                     | Нунавут — проходить через острів Елсмір                                           |
| 81°13′ пн. ш. 66°0′ зх. д. / 81.217° пн. ш. 66.000° зх. д. | Протока Нерса              |                                                                                   |
| 80°37′ пн. ш. 66°0′ зх. д. / 80.617° пн. ш. 66.000° зх. д. | Гренландія                 | Проходить Землю Вашингтона[en]                                                    |
| 80°0′ пн. ш. 66°0′ зх. д. / 80.000° пн. ш. 66.000° зх. д.  | Протока Нерса              | Басейн Кейна                                                                      |
| 79°8′ пн. ш. 66°0′ зх. д. / 79.133° пн. ш. 66.000° зх. д.  | Гренландія                 | Проходить через Землю Інглфілда[en]                                               |
| 76°2′ пн. ш. 66°0′ зх. д. / 76.033° пн. ш. 66.000° зх. д.  | Море Баффіна               |                                                                                   |
| 70°0′ пн. ш. 66°0′ зх. д. / 70.000° пн. ш. 66.000° зх. д.  | Дейвісова протока          |                                                                                   |
| 68°1′ пн. ш. 66°0′ зх. д. / 68.017° пн. ш. 66.000° зх. д.  | Канада                     | Нунавут — проходить через півострів Камберленд на Баффіновій Землі                |
| 66°6′ пн. ш. 66°0′ зх. д. / 66.100° пн. ш. 66.000° зх. д.  | Дейвісова протока          | Затока Камберленд                                                                 |
| 64°50′ пн. ш. 66°0′ зх. д. / 64.833° пн. ш. 66.000° зх. д. | Канада                     | Нунавут — проходить через півострів Голл на Баффіновій Землі                      |
| 62°57′ пн. ш. 66°0′ зх. д. / 62.950° пн. ш. 66.000° зх. д. | Затока Фробішера           |                                                                                   |
| 62°15′ пн. ш. 66°0′ зх. д. / 62.250° пн. ш. 66.000° зх. д. | Канада                     | Нунавут — проходить через півострів Мета-Інкогніта на Баффіновій Землі            |
| 61°52′ пн. ш. 66°0′ зх. д. / 61.867° пн. ш. 66.000° зх. д. | Гудзонова протока          |                                                                                   |
| 60°30′ пн. ш. 66°0′ зх. д. / 60.500° пн. ш. 66.000° зх. д. | Затока Унгава              |                                                                                   |
| 58°58′ пн. ш. 66°0′ зх. д. / 58.967° пн. ш. 66.000° зх. д. | Канада                     | Квебек Ньюфаундленд і Лабрадор Квебек                                             |
| 50°16′ пн. ш. 66°0′ зх. д. / 50.267° пн. ш. 66.000° зх. д. | Затока Святого Лаврентія   |                                                                                   |
| 49°13′ пн. ш. 66°0′ зх. д. / 49.217° пн. ш. 66.000° зх. д. | Канада                     | Квебек — проходить через півострів Ґаспе                                          |
| 48°9′ пн. ш. 66°0′ зх. д. / 48.150° пн. ш. 66.000° зх. д.  | Затока Шальор              |                                                                                   |
| 47°55′ пн. ш. 66°0′ зх. д. / 47.917° пн. ш. 66.000° зх. д. | Канада                     | Нью-Брансвік — проходить східніше Сент-Джона                                      |
| 45°13′ пн. ш. 66°0′ зх. д. / 45.217° пн. ш. 66.000° зх. д. | Затока Фанді               |                                                                                   |
| 44°35′ пн. ш. 66°0′ зх. д. / 44.583° пн. ш. 66.000° зх. д. | Канада                     | Нова Шотландія                                                                    |
| 43°43′ пн. ш. 66°0′ зх. д. / 43.717° пн. ш. 66.000° зх. д. | Атлантичний океан          |                                                                                   |
| 18°27′ пн. ш. 66°0′ зх. д. / 18.450° пн. ш. 66.000° зх. д. | Пуерто-Рико                | Проходить через острів Пуерто-Рико                                                |
| 17°58′ пн. ш. 66°0′ зх. д. / 17.967° пн. ш. 66.000° зх. д. | Карибське море             | Проходить східніше острова Орчіла, Венесуела                                      |
| 10°24′ пн. ш. 66°0′ зх. д. / 10.400° пн. ш. 66.000° зх. д. | Венесуела                  |                                                                                   |
| 0°48′ пн. ш. 66°0′ зх. д. / 0.800° пн. ш. 66.000° зх. д.   | Бразилія                   | Амазонас Рондонія                                                                 |
| 9°48′ пд. ш. 66°0′ зх. д. / 9.800° пд. ш. 66.000° зх. д.   | Болівія                    |                                                                                   |
| 21°55′ пд. ш. 66°0′ зх. д. / 21.917° пд. ш. 66.000° зх. д. | Аргентина                  |                                                                                   |
| 45°0′ пд. ш. 66°0′ зх. д. / 45.000° пд. ш. 66.000° зх. д.  | Атлантичний океан          | Затока Сан-Хорхе                                                                  |
| 47°5′ пд. ш. 66°0′ зх. д. / 47.083° пд. ш. 66.000° зх. д.  | Аргентина                  |                                                                                   |
| 48°6′ пд. ш. 66°0′ зх. д. / 48.100° пд. ш. 66.000° зх. д.  | Атлантичний океан          |                                                                                   |
| 54°37′ пд. ш. 66°0′ зх. д. / 54.617° пд. ш. 66.000° зх. д. | Аргентина                  | Проходить через острів Вогняна Земля                                              |
| 54°57′ пд. ш. 66°0′ зх. д. / 54.950° пд. ш. 66.000° зх. д. | Атлантичний океан          |                                                                                   |
| 60°0′ пд. ш. 66°0′ зх. д. / 60.000° пд. ш. 66.000° зх. д.  | Південний океан            |                                                                                   |
| 65°33′ пд. ш. 66°0′ зх. д. / 65.550° пд. ш. 66.000° зх. д. | Антарктида                 | Проходить через острів Рено[en] — претендують Аргентина, Чилі та Велика Британія} |
| 65°54′ пд. ш. 66°0′ зх. д. / 65.900° пд. ш. 66.000° зх. д. | Південний океан            |                                                                                   |
| 66°39′ пд. ш. 66°0′ зх. д. / 66.650° пд. ш. 66.000° зх. д. | Антарктида                 | Проходить через територію, на яку претендують Аргентина, Чилі та Велика Британія  |